# Béla Simon
Béla Simon (Szolnok, 4 de agosto de 1988) es un deportista húngaro que compitió en remo.
Ganó una medalla de oro en el Campeonato Mundial de Remo de 2017 y una medalla de oro en el Campeonato Europeo de Remo de 2016. Además, obtuvo una medalla de plata en el Campeonato Mundial de Remo de Mar de 2010.

## Palmarés internacional
| Campeonato Mundial | Campeonato Mundial        | Campeonato Mundial | Campeonato Mundial |
| Año                | Lugar                     | Medalla            | Prueba             |
| ------------------ | ------------------------- | ------------------ | ------------------ |
| 2017               | Sarasota (Estados Unidos) | Medalla de oro     | Dos con timonel    |
| Campeonato Europeo |                           |                    |                    |
| Año                | Lugar                     | Medalla            | Prueba             |
| 2016               | Brandeburgo (Alemania)    | Medalla de oro     | Dos sin timonel    |